# Хвіча Бічинашвілі
Хвіча Бічинашвілі (азерб. ხვიჩა ბიჩინაშვილი; нар. 28 січня 1974) — грузинський і азербайджанський борець греко-римського стилю, срібний призер чемпіонату Європи, учасник Олімпійських ігор.

## Життєпис
Боротьбою почав займатися з 1987 року. У 1993 році став чемпіоном світу серед молоді. У 1994 році завоював бронзову медаль чемпіонату Європи серед молоді. У 1998 році став чемпіоном світу серед студентів.
Виступав за борцівський клуб «Прові» Тбілісі. Тренер — Джоні Рехвіашвілі.
До 1998 року виступав спочатку за молодіжну, потім за першу збірну команду Грузії, з якими пов'язані основні його успіхи. У 2000 році почав виступи за збірну Азербайджану. У її складі пробився на літні Олімпійські ігри 2000 року, де посів 16 місце. У 2004 році знову у складі азербайджанської збірної намагався пробитися на Олімпійські ігри 2004 року, але невдало.

## Спортивні результати на міжнародних змаганнях

### Виступи на Олімпіадах
| Змагання                    | Збірна      | Вагова категорія                 | Місце |
| --------------------------- | ----------- | -------------------------------- | ----- |
| Літні Олімпійські ігри 2000 | Азербайджан | греко-римська боротьба, до 76 кг | 16    |

### Виступи на Чемпіонатах світу
| Змагання                        | Збірна | Вагова категорія                 | Місце |
| ------------------------------- | ------ | -------------------------------- | ----- |
| Чемпіонат світу з боротьби 1994 | Грузія | греко-римська боротьба, до 74 кг | 13    |
| Чемпіонат світу з боротьби 1997 | Грузія | греко-римська боротьба, до 76 кг | 8     |
| Чемпіонат світу з боротьби 1998 | Грузія | греко-римська боротьба, до 76 кг | 7     |

### Виступи на Чемпіонатах Європи
| Змагання                         | Збірна | Вагова категорія                 | Місце  |
| -------------------------------- | ------ | -------------------------------- | ------ |
| Чемпіонат Європи з боротьби 1997 | Грузія | греко-римська боротьба, до 76 кг | 5      |
| Чемпіонат Європи з боротьби 1998 | Грузія | греко-римська боротьба, до 76 кг | Срібло |

### Виступи на інших змаганнях
| Змагання                                                             | Збірна      | Вагова категорія                 | Місце  |
| -------------------------------------------------------------------- | ----------- | -------------------------------- | ------ |
| Кубок Вантаа з боротьби 1995                                         | Азербайджан | греко-римська боротьба, до 74 кг | 5      |
| Кубок Вантаа з боротьби 1997                                         | Грузія      | греко-римська боротьба, до 76 кг | Золото |
| Чемпіонат світу з боротьби серед студентів 1998                      | Грузія      | греко-римська боротьба, до 76 кг | Золото |
| Олімпійський кваліфікаційний турнір з боротьби 2000 (Фаенца)         | Азербайджан | греко-римська боротьба, до 76 кг | Срібло |
| Олімпійський кваліфікаційний турнір з боротьби 2000 (Клермон-Ферран) | Азербайджан | греко-римська боротьба, до 76 кг | Срібло |
| Олімпійський кваліфікаційний турнір з боротьби 2000 (Ташкент)        | Азербайджан | греко-римська боротьба, до 76 кг | 5      |
| Олімпійський кваліфікаційний турнір з боротьби 2004 (Ташкент)        | Азербайджан | греко-римська боротьба, до 84 кг | 6      |

### Виступи на змаганнях молодших вікових груп
| Змагання                                      | Збірна | Вагова категорія                 | Місце  |
| --------------------------------------------- | ------ | -------------------------------- | ------ |
| Чемпіонат світу з боротьби серед молоді 1993  | Грузія | греко-римська боротьба, до 74 кг | Золото |
| Чемпіонат Європи з боротьби серед молоді 1994 | Грузія | греко-римська боротьба, до 74 кг | Бронза |